# 68947 Брунофанк
68947 Брунофанк (68947 Brunofunk) — астероїд головного поясу, відкритий 8 серпня 2002 року.
Тіссеранів параметр щодо Юпітера — 3,333.